# Mimulus
- Commons
- Wikispecies

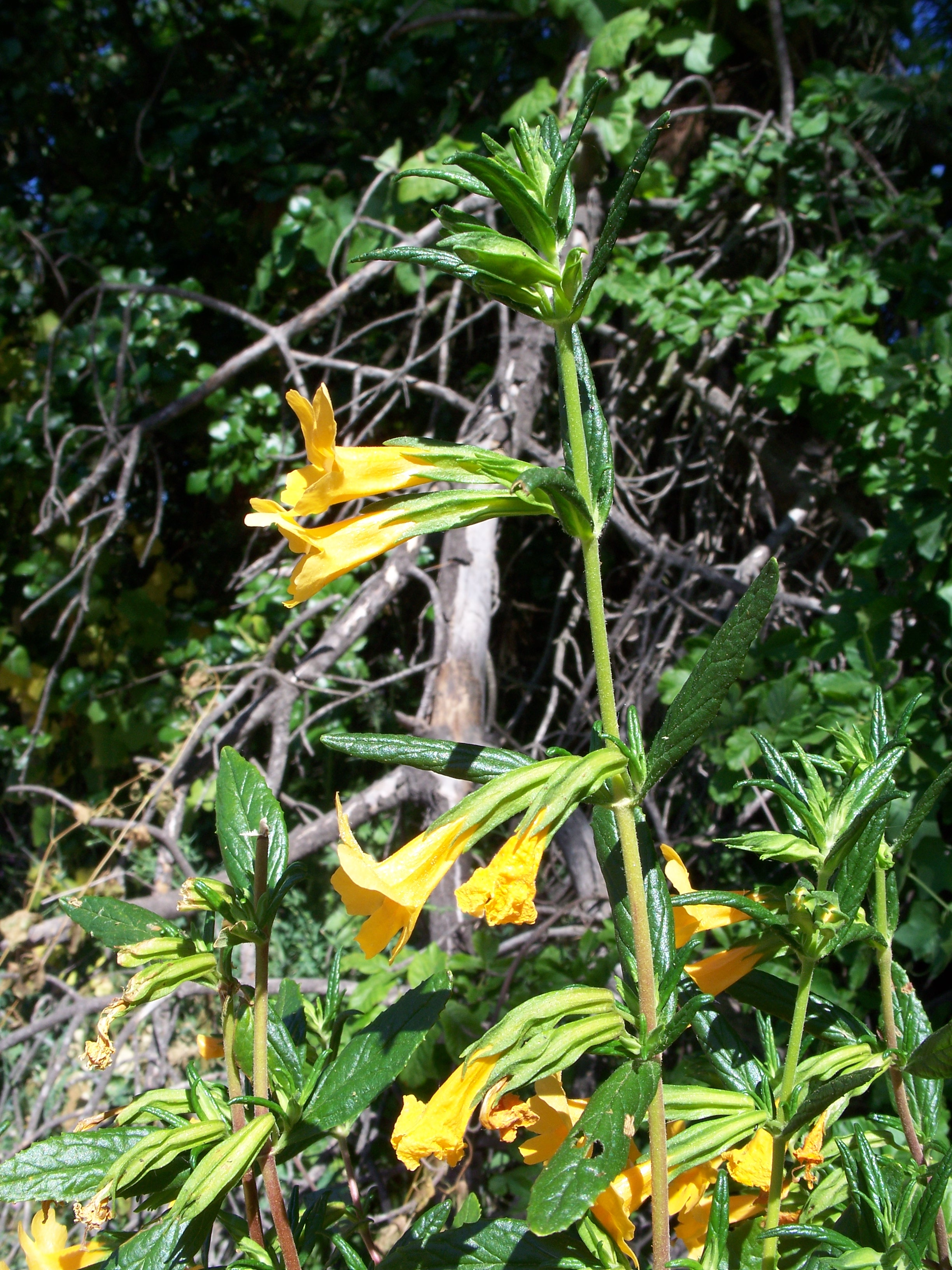
Mimulus aurantiacus.

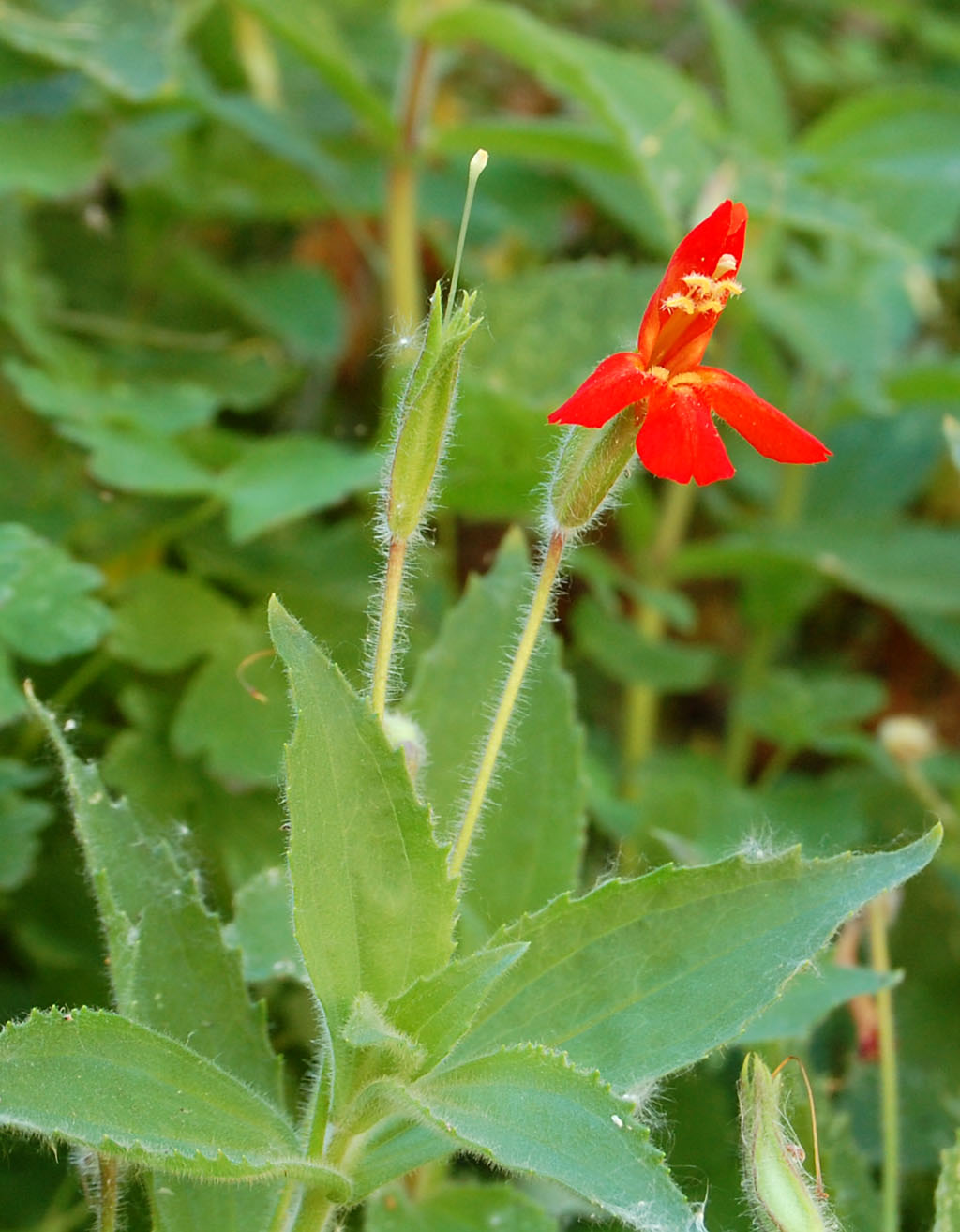
Mimulus cardinalis.

Mimulus L. é um género botânico pertencente à família Phrymaceae.

## Sinonímia
- Diplacus Nutt.

## Espécies
Gênero composto por aproximadamente 515 espécies:
Mimulus acaulis Mimulus acutangulus Mimulus acutidens
Mimulus alatus Mimulus alecterolophus Mimulus alpinus
Mimulus alsinoides Mimulus ampliatus Mimulus andicolus
Mimulus androsaceus Mimulus androscaceus Mimulus angustatus
Mimulus angustifolius Mimulus arenarius Mimulus aridus
Mimulus arvensis Mimulus assamicus Mimulus atropurpureus
Mimulus aurantiacus Mimulus austinae Mimulus bakeri
Mimulus barbatus Mimulus bartonianus Mimulus bhutanicus
Mimulus bicolor Mimulus bifidus Mimulus bigelovii
Mimulus bioletti Mimulus bodinieri Mimulus bolanderi
Mimulus brachiatus Mimulus brachystylis Mimulus bracteosus
Mimulus brandegei Mimulus breviflorus Mimulus brevipes
Mimulus breweri Mimulus bridgesii Mimulus burnetii
Mimulus calciphilus Mimulus californicus Mimulus cardinalis
Mimulus caespitosus Mimulus citrinus Mimulus clarkii
Mimulus cleistogamus Mimulus clementii Mimulus clementinus
Mimulus clevelandi Mimulus clivicola Mimulus coccineus
Mimulus colensoi Mimulus congdoni Mimulus congdonii
Mimulus constrictus Mimulus corallinus Mimulus cordatus
Mimulus crinitus Mimulus crista Mimulus cupreus
Mimulus cupriphilus Mimulus cusickii Mimulus cuspidatus
Mimulus debilis Mimulus decorus Mimulus decurtatus
Mimulus deflexus Mimulus deltoideus Mimulus densus
Mimulus dentatus Mimulus dentilobus Mimulus depressus
Mimulus diffusus Mimulus discolor Mimulus douglasii
Mimulus dudleyi Mimulus duplex Mimulus eastwoodiae
Mimulus eisenii Mimulus equinus Mimulus erosus
Mimulus evanescens Mimulus exiguus Mimulus exilis
Mimulus filicaulis Mimulus flemingii Mimulus floribundus
Mimulus formosanus Mimulus fremonti Mimulus fremontii
Mimulus gemmiparus Mimulus geniculatus Mimulus geyeri
Mimulus glabratus Mimulus glandulosus Mimulus glareosus
Mimulus glaucescens Mimulus glutinosus Mimulus gracilipes
Mimulus gracilis Mimulus grandiflorus Mimulus grandis
Mimulus grantianus Mimulus gratioloides Mimulus grayi
Mimulus groomii Mimulus guttatus Mimulus hallii
Mimulus hirsutus Mimulus hybridus Mimulus hymenophyllus
Mimulus implexus Mimulus implicatus Mimulus inamoenus
Mimulus inconspicuus Mimulus inflatulus Mimulus inflatus
Mimulus inodorus Mimulus jamesii Mimulus javanicus
Mimulus jamesii Mimulus javanicus Mimulus jepsonii
Mimulus johnstonii Mimulus jungermannioides Mimulus karakormianus
Mimulus kelloggii Mimulus kernensis Mimulus kingii
Mimulus laceratus Mimulus laciniatus Mimulus lanatus
Mimulus langsdorfii Mimulus langsdorffii Mimulus latidens
Mimulus latifolius Mimulus leibergii Mimulus leptaleus
Mimulus leptanthus Mimulus lewisii Mimulus linearifolius
Mimulus linearis Mimulus longiflorus Mimulus longipes
Mimulus longulus Mimulus lucens Mimulus lugens
Mimulus Luteus Mimulus luteus Mimulus luteus
Mimulus lyratus Mimulus maclaineanus Mimulus maclainii
Mimulus macranthus Mimulus madagascariensis Mimulus madrensis
Mimulus maguirei Mimulus marmoratus Mimulus membranaceus
Mimulus mephiticus Mimulus micranthus Mimulus microcarpus
Mimulus microphyllus Mimulus microphyton Mimulus minimus
Mimulus minor Mimulus minthodes Mimulus minusculus
Mimulus minutiflorus Mimulus minutissimus Mimulus modestus
Mimulus mohavensis Mimulus moniliformis Mimulus montioides
Mimulus moschatus Mimulus multiflorus Mimulus naiandinus
Mimulus nanus Mimulus nasutus Mimulus nelsonii
Mimulus nepalensis Mimulus neubertii Mimulus nevadensis
Mimulus norrisii Mimulus nudatus Mimulus nummularis
Mimulus ocellatus Mimulus orbicularis Mimulus orizabae
Mimulus ovatus Mimulus pachystylus Mimulus pallens
Mimulus pallidus Mimulus palmeri Mimulus paniculatus
Mimulus pardalis Mimulus parishii Mimulus parviflorus
Mimulus parvulus Mimulus parryi Mimulus patulus
Mimulus peduncularis Mimulus pennellii Mimulus perfoliatus
Mimulus perluteus Mimulus petiolaris Mimulus pictus
Mimulus pilingi Mimulus pilosellus Mimulus pilosiusculus
Mimulus pilosus Mimulus pissisi Mimulus platycalyx
Mimulus platylaemus Mimulus pluriflorus Mimulus prattenii
Mimulus primuloides Mimulus prionophyllus Mimulus procerus
Mimulus propinquus Mimulus prostratus Mimulus pteropus
Mimulus puberulus Mimulus pubescens Mimulus pulchellus
Mimulus pulsiferae Mimulus punctatus Mimulus puncticalyx
Mimulus puniceus Mimulus purpureus Mimulus pusillus
Mimulus pygmaeus Mimulus quinquevulnerus Mimulus radicans
Mimulus rattani Mimulus reifschneiderae Mimulus reniformis
Mimulus repens Mimulus ringens Mimulus rivularis
Mimulus roseus Mimulus roezlii Mimulus rubellus
Mimulus rupestris Mimulus rupicola Mimulus scouleri
Mimulus serotinus Mimulus sessilifolius Mimulus shevockii
Mimulus smithii Mimulus speciosus Mimulus spissus
Mimulus splendens Mimulus stachydifolius Mimulus stamineus
Mimulus stellatus Mimulus stolonifer Mimulus strictus
Mimulus subreniformis Mimulus subsecundus Mimulus subulatus
Mimulus subuniflorus Mimulus suksdorfii Mimulus sylvaticus
Mimulus szechuanensis Mimulus tenellus Mimulus tener
Mimulus thermalis Mimulus tibeticus Mimulus tigrinus
Mimulus tilingi Mimulus tilingii Mimulus tolmiei
Mimulus torreyi Mimulus traskiae Mimulus treleasei
Mimulus tricolor Mimulus trisulcatus Mimulus unimaculatus
Mimulus uvedaliae Mimulus variegatus Mimulus verbenaceus
Mimulus veronicifolius Mimulus violaceus Mimulus viscidus
Mimulus viscosus Mimulus washingtonensis Mimulus washoensis
Mimulus whipplei Mimulus whitneyi Mimulus wiensii
Mimulus wilsoni Mimulus wolfi Mimulus yecorensis
Mimulus youngii Mimulus Hybriden
- «Lista completa»

## Classificação do gênero
| Sistema | Classificação                        | Referência               |
| ------- | ------------------------------------ | ------------------------ |
| Linné   | Classe Didynamia, ordem Angiospermia | Species plantarum (1753) |